# Cosmia natalensis
Cosmia natalensis là một loài bướm đêm trong họ Noctuidae.